# Fährte
Als Fährte werden die auf dem Erdboden oder im Schnee hinterlassenen Trittsiegel („Fußabdrücke“) eines Lebewesens inklusive der anhaftenden Duftmoleküle bezeichnet. Die Gangart des Wildes unterscheidet sich bei Flucht, bei der Jagd oder bei Wanderungen und erzeugt durch verschiedenen Trittabstand und -druck unterscheidbare Muster.

## Fährtenlesen (Tracking)
Der Fährtensucher „liest“ in den Spuren und findet den Weg (Pfadfinder). Er erkennt mögliche Gefahren durch Tiere oder Feinde, entdeckt neue Jagdgründe und spürt die Tiere auf. Indianer, die sich auf Fährtensuche verstanden, waren bei den US-amerikanischen Truppen im Wilden Westen als Scouts begehrt. An einer Fährte kann ein geschultes Auge auch die Gangart erkennen. Beispielsweise erkennt man die Fährten von Füchsen und Wölfen an der charakteristischen Schnürfährte.
Der Jäger unterscheidet zwischen „warmen“, also frischen Fährten, die soeben erst entstanden sind, und „kalten“ oder alten Fährten, die schon vor längerer Zeit entstanden. Bei Fährten von „angeschweißten“ (angeschossenen, verwundeten) Tieren spricht er von Wund-  oder  Schweißfährten, anderenfalls von Gesundfährten. Für die Suche von Fährten verwendet er einen Fährtenhund oder Schweißhund. Der Jagdhund lernt den gerechten Einsatz seines angeborenen Geruchssinns zum Finden und Verfolgen der Fährte bei der Fährtenarbeit.
Eine Schnürfährte entsteht, wenn das Tier im Trab die Hinterpfoten in die Abdrücke der Vorderpfoten setzt, so dass die dabei entstehenden Doppeltrittsiegel wie an einer Perlschnur aufgereiht aussehen. Das kann der Luchs, der Wolf, der Dingo und der Fuchs. Haushunde traben anders und hinterlassen normalerweise eine Fährte mit versetzten Pfotenabdrücken. Schnürfährten sind ein wichtiges Erkennungsmerkmal bei der Spurenanalyse zur Artbestimmung. Da es aber auch Hunderassen gibt, bei denen die Hunde schnüren können, müssen immer auch die Trittsiegel genau analysiert werden.

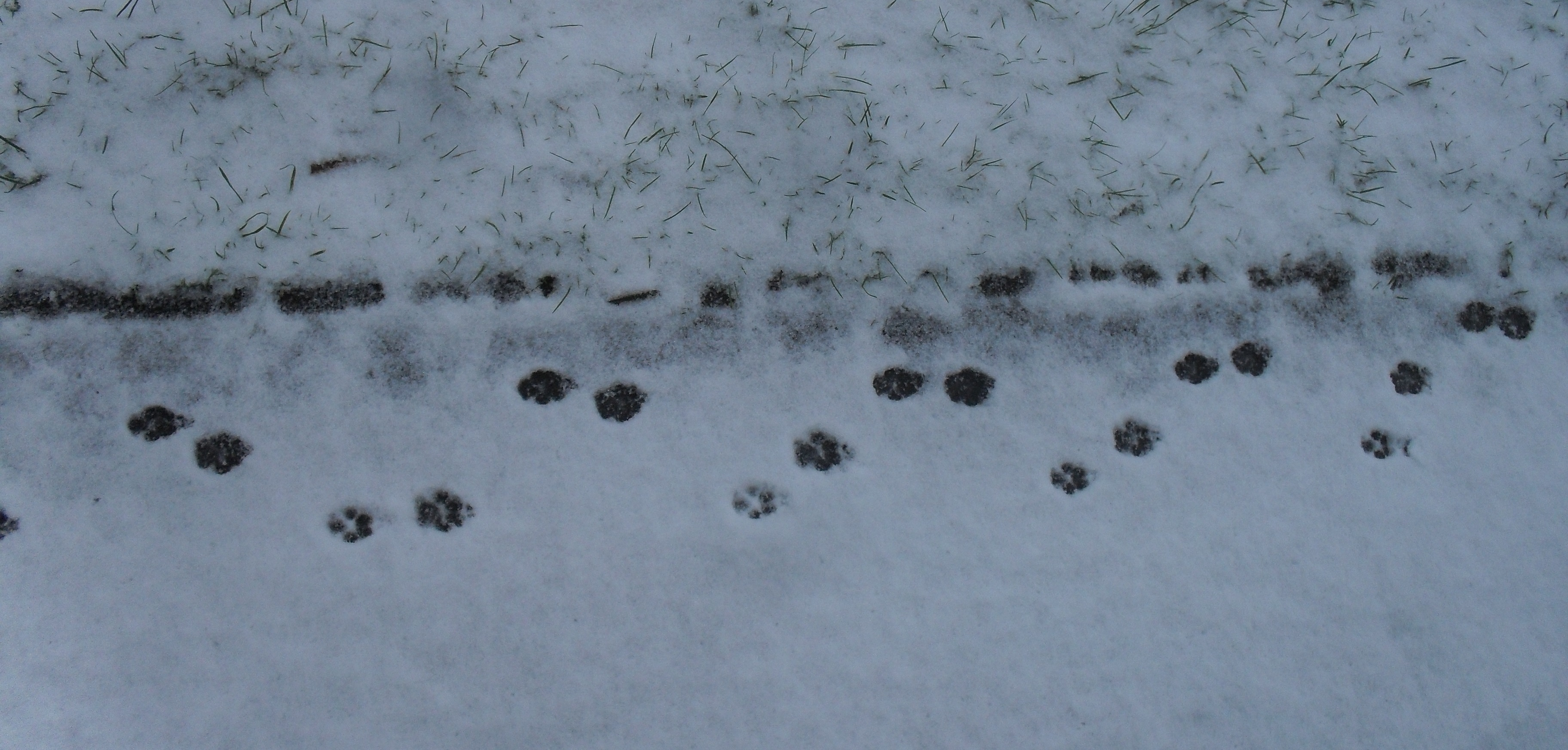
Fährte eines trabenden Zwerghundes im Schnee
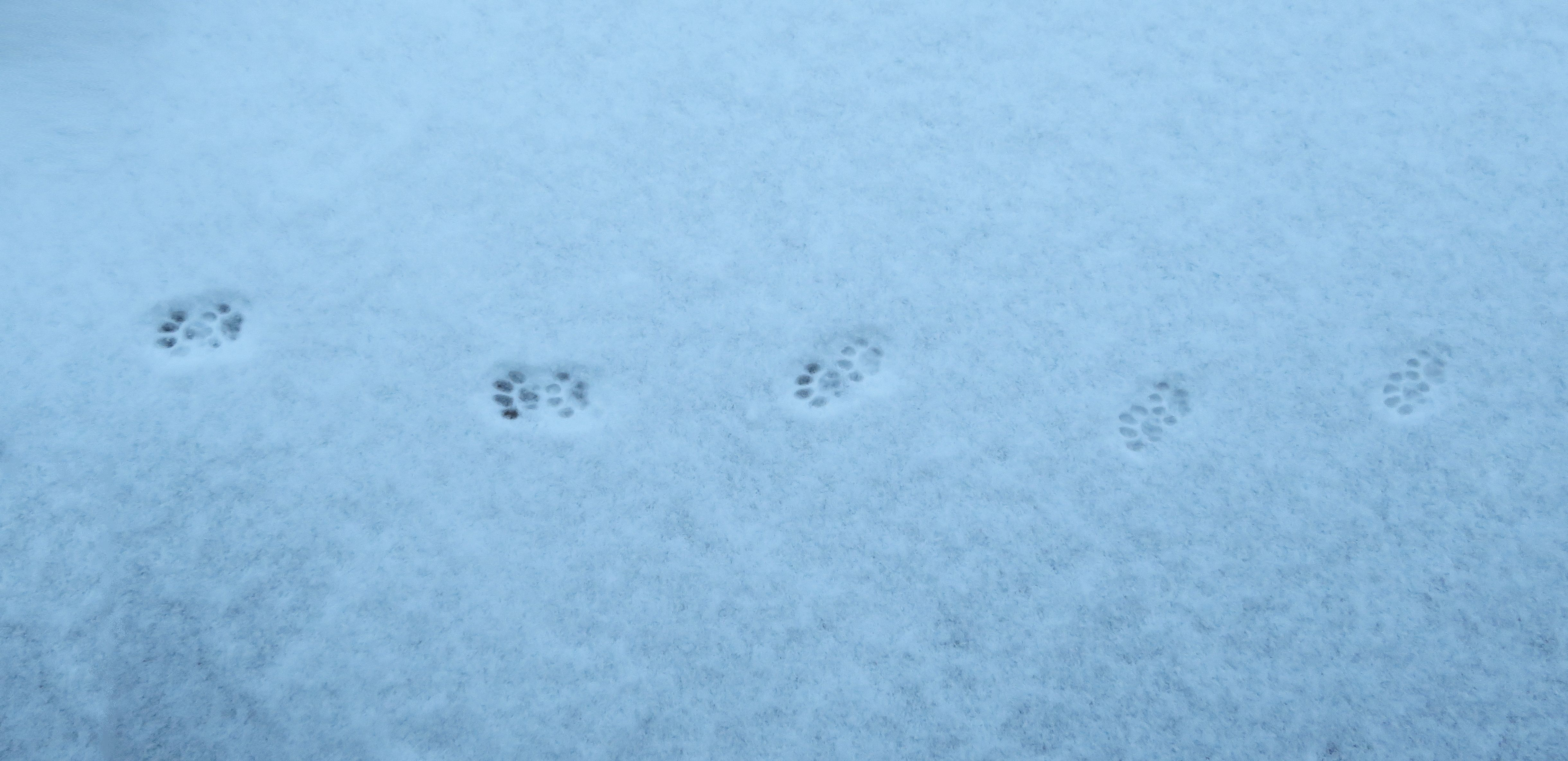
Schnürfährte einer Britisch-Kurzhaar-Katze im Schnee
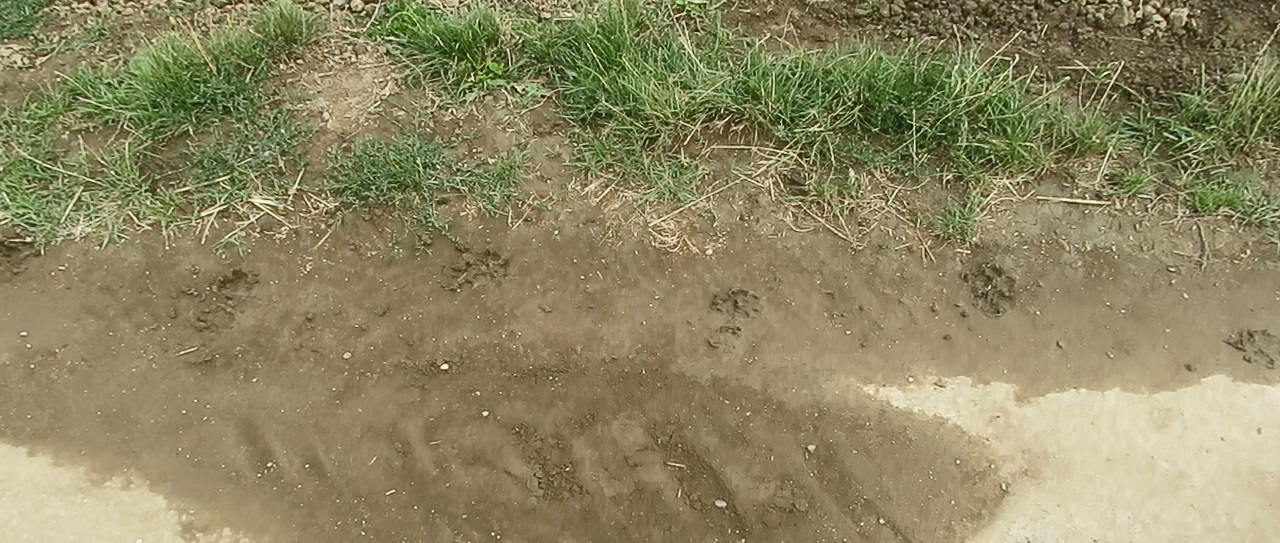
Schnürfährte Luchs
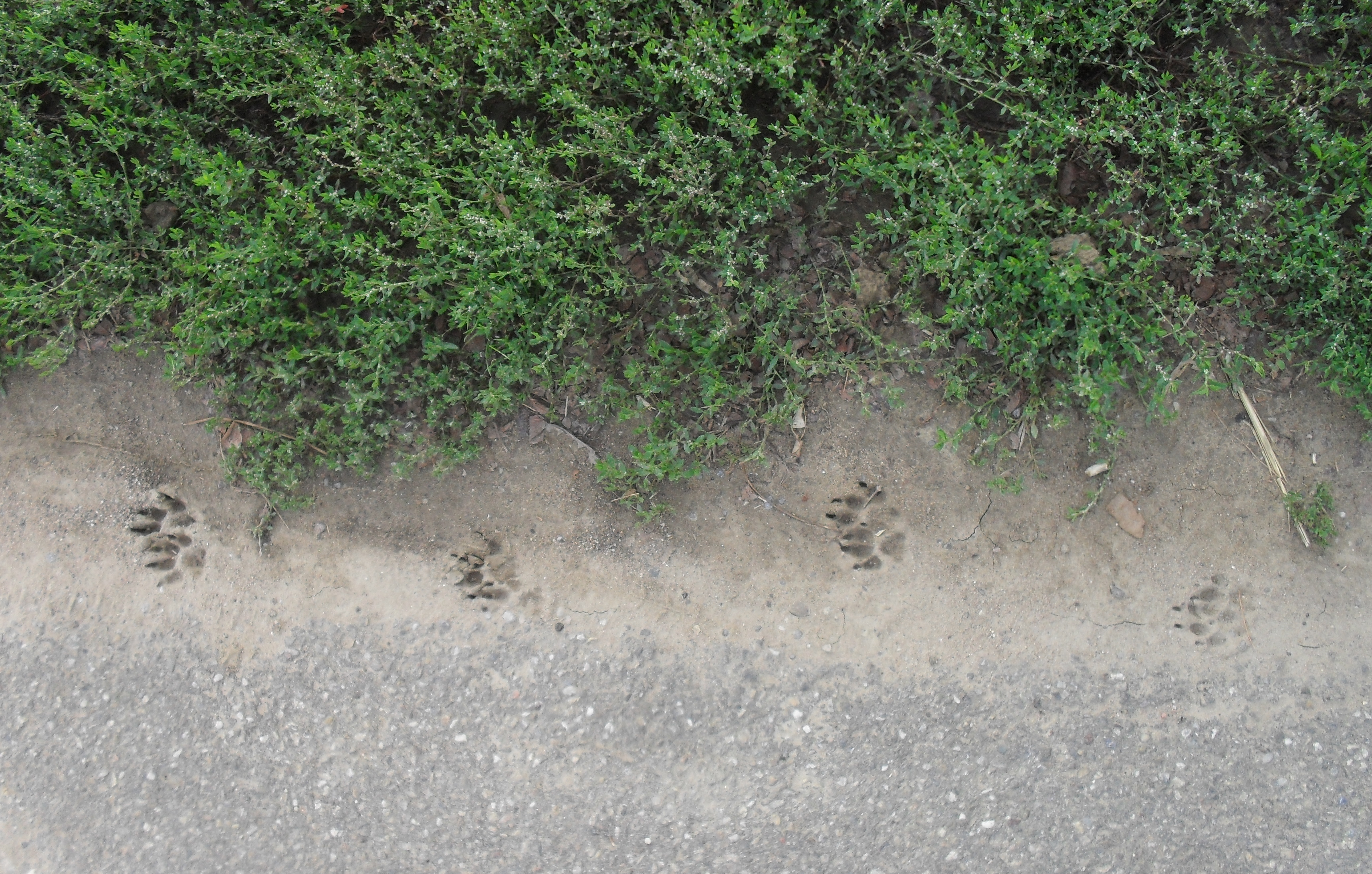
Schnürender Fuchs
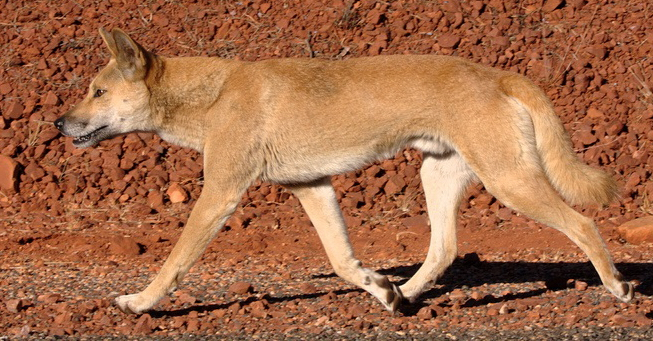
Dingo im schnürenden Trab
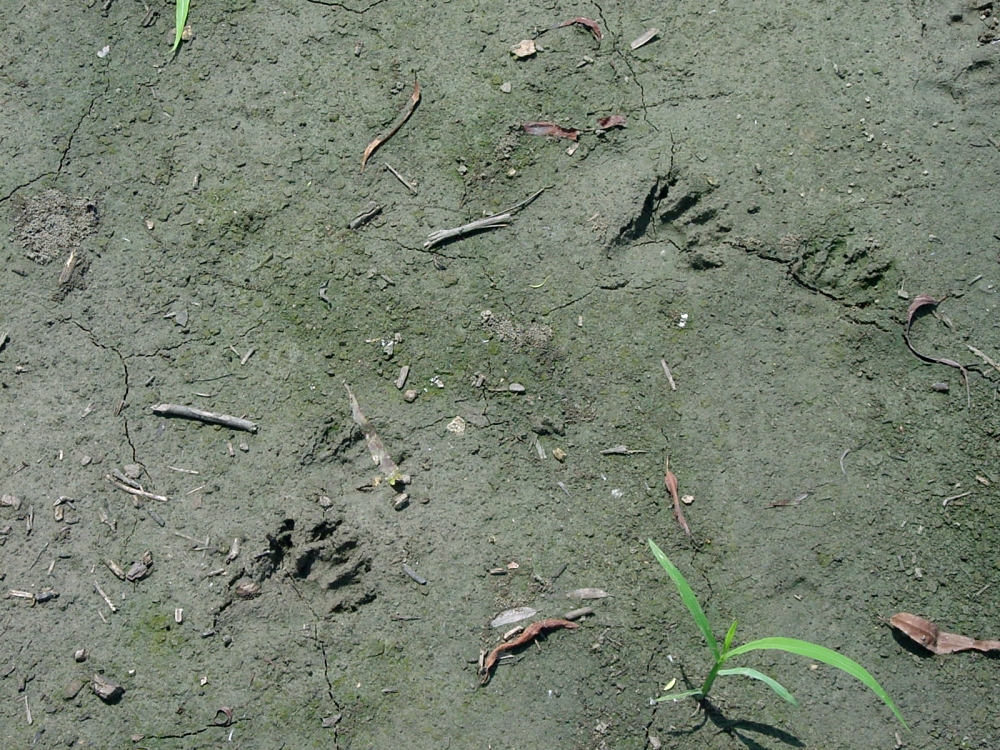
Waschbär

## Sprache
- Im allgemeinen Sprachgebrauch wird der Begriff „Fährte“ für alle zurückgelassenen Spuren jeglicher Art und jedes Lebewesens verwendet. So gibt es durch Zusatz gebildet unter anderem Fußspuren, Fußabdrücke, Gangmuster, Kotspuren, Schlaf- und Raststellen, Fress-Spuren.
- In der Jägersprache wird der Begriff „Fährte“ begrenzt auf Fährten des Schalenwilds (Elch-, Rot-, Dam-, Muffel-, Reh- und Schwarzwild), der Pranken vom Bären, den Ballen des Wolfes und des Luchses sowie der Füße von Auerwild, Truthahn und Trappe.[3] Der Jäger spricht auch von Bodenverwundung.
- Bei allen anderen Haarwildarten spricht der Jäger von Spur, bei Federwild von  Geläuf.
- Die Ichnologie ist die Wissenschaft von den Tierspuren. Die Palichnologie erforscht versteinerte Spuren, während sich die Neoichnologie der Erforschung von Spuren rezenter Tierarten widmet.
- Ein Ichnogramm ist allgemein der individuelle Spurabdruck.

Redensarten
- die Fährte (oder Spur) ist heiß → eine mögliche Lösung ist nahe
- jemanden auf eine falsche Fährte locken → jemanden in die Irre führen (siehe dazu auch Red Herring (Redewendung))

## Versteinerte Fährten
Auf Schichtflächen von auf dem Festland abgelagerten Sedimenten oder vielmehr den daraus hervorgegangenen Sedimentgesteinen können Fährten aus vergangenen erdgeschichtlichen Zeitaltern überliefert sein, die von ausgestorbenen Tieren (wie Dinosauriern) stammen. Solche fossilen Fährten fallen unter den Oberbegriff Spurenfossilien (siehe auch → Fährtensandstein).